# 채지충
채지충(중국어 정체자: 蔡志忠, 병음: Cài Zhìzhōng 차이즈중[*], 1948년 2월 2일 ~ )은 타이완의 만화가이다. 시보주간(時報週刊)에 《대취협》, 《서유기》, 《봉신방》 등을 연재했다. 그 이후로는 중국 고전을 만화로 그렸는데, 1986년에 출간한 《장자설》이 크게 성공했다.

## 작품
- 대취협(大醉俠)
- 비룡과강(肥龍過江)
- 도사독안룡(盜師獨眼龍)
- 봉신방(封神榜)
- 장자설(莊子說)
- 노자설(老子說)

## 참고 문헌
- Cai Zhizhong: A Master Cartoonist